# Дом на дюнах
«Дом на дю́нах» (также «Павильон на холме», «Павильон на дюнах», англ. The Pavilion on the Links) — ранняя повесть Р. Л. Стивенсона, опубликованная в 1880 году в журнале Cornhill Magazine и впоследствии вошедшая в сборник Стивенсона «Новые арабские ночи» (New Arabian Nights). 
Повесть высоко оценил Артур Конан-Дойл, он назвал её «высшим достижением стивенсоновского гения» (англ. the high-water mark of Stevenson’s genius), и этой оценки было бы достаточно для того, чтобы включить автора в число лучших писателей мира.

## Сюжет
Тридцатилетний Фрэнк Кессилис, живущий на ренту, проводит жизнь в пеших путешествиях по Англии и Шотландии, ночуя в палатке. Однажды он приходит к уединённому местечку Гредэн Истер в Шотландии, находящемуся на дюнах у берега моря. Десять лет назад Кессилис жил здесь в павильоне в гостях у Норсмора, своего товарища по учёбе, с которым у него потом произошла размолвка. Кессилис решает навестить Норсмора, сделав ему сюрприз, и останавливается в лесу неподалёку от дюн. В доме заколочены ставни, однако ночью Кессилис видит свет в окнах, а следующей ночью он становится свидетелем высадки с подошедшей яхты Норсмора и молодой девушки в компании пожилого человека, по-видимому, её отца. Кессилис замечает, что все они очень напуганы, а Норсмор при появлении Кессилиса чуть не убивает его.
В течение нескольких дней Кессилис наблюдает за домом и знакомится с девушкой по имени Клара, которая иногда выходит на прогулку. Как выясняется, Норсмор предоставил убежище её отцу Хеддлстону, пожилому банкиру, который растратил банковские вклады и скрывается от кредиторов, в данном случае — итальянских карбонариев, так как они рассчитывали получить свои деньги для организации восстания. Не поверив сначала в преследование итальянцев, Кессилис вскоре встречает их в ближайшем посёлке и понимает, что Норсмору и его гостям грозит смертельная опасность. При этом Кессилис влюбляется в Клару, а она в него, и они решают пожениться, несмотря на то, что Хеддлстон обещал руку Клары Норсмору.
Кессилис предлагает свою помощь Норсмору и Хеддлстону. Они забаррикадировались в доме и ожидают нападения с минуту на минуту, причём Норсмор уверен, что их убьют. Позвать на помощь они не могут, поскольку Хеддлстон скрывается не только от кредиторов, но и от полиции. Итальянцы атакуют, стреляя из духовых ружей, но им не удаётся никого серьёзно ранить. Тогда они поджигают павильон. Хеддлстон выбегает первым, прося пощадить остальных. Итальянцы убивают его, оставляя Норсмора, Кессилиса и Клару в живых. Норсмор отказывается от притязаний на руку Клары и уплывает на вновь прибывшей яхте. Кессилис остаётся с Кларой.
Рассказ ведётся от лица (по-видимому, уже пожилого) Кессилиса, причём он упоминает в нём о Кларе уже как о своей жене, с которой они прожили долгие годы, и её уже нет в живых. Он также сообщает, что Норсмор спустя несколько лет после описываемых событий погиб в рядах армии Гарибальди.

## Различие версий
В журнальной публикации рассказ главного героя был оформлен как обращение к своим детям, рассказ о своего рода «семейной тайне», а именно — обстоятельствах знакомства Кессилиса с будущей женой. В более поздней версии непосредственное обращение к детям было убрано, хотя упоминания Клары как жены героя, остались.

## Экранизации
По повести были сняты три фильма. Первый, немой фильм «Белый круг», выпущен в 1920 году, однако плёнка не сохранилась. В фильме сыграли такие известные актёры того времени, как Джон Гилберт и Споттисвуд Эйткен.
В 1984 году был снят советский телефильм «Дом на дюнах» (режиссёр Дмитрий Салынский), в котором роль Клары исполнила Анжелика Неволина.
В 1999 году вышла (direct-to-video) американская версия — фильм «Павильон», в котором описываемые события перенесены в США. В фильме снялись Ричард Чемберлен, Пэтси Кенсит, Крэйг Шеффер.